# When I Was Your Man
"When I Was Your Man" é uma canção do cantor norte-americano Bruno Mars, gravada para o seu segundo álbum de estúdio intitulado, Unorthodox Jukebox (2012). A canção foi escrita por Mars, Philip Lawrence, Ari Levine, Andrew Wyatt e produzida pelos The Smeezingtons. A faixa foi lançada como segundo single oficial do álbum.
Em 2013 a canção entrou para a trilha sonora da novela das 9 da Rede Globo: Amor à Vida, como tema internacional dos protagonistas Paolla Oliveira e Malvino Salvador

## Antecedentes e produção
Philip Lawrence explicou a inspiração da canção: "Eu acho que Bruno e eu somos grandes fãs de música antiga, como Billy Joel e Elton John . Nós sempre amamos aqueles momentos onde você pode sentar-se ao piano e cantar. Esses momentos íntimos quando um artista está tão nu e vulnerável, você não pode deixar de ser atraído por ele. Sempre queríamos encontrar uma canção despojada como essa. O assunto era a vida real, experiencias que, tentamos dizer isso da melhor maneira que podíamos. "

## Recepção

### Critica
A canção recebeu críticas positivas da maioria dos críticos de música. Sam Lanksy de Idolator deu a canção um comentário favorável, chamando-a de "uma balada emocional que mostra doces vocais de Mars." Lansky também elogiou-o, nomeando-o "outra canção excepcional de Unorthodox Jukebox , que está se preparando para ser um dos melhores lançamentos pop do ano".

## Desempenho nas tabelas musicais

### Posições
| Parada musical (2012-13)                       | Melhor posição |
| ---------------------------------------------- | -------------- |
| O campo songid é OBRIGATÓRIO PARA PARADA ALEMÃ | 26             |
| Austrália (ARIA)                               | 6              |
| Bélgica (Ultratop 50 de Flandres)              | 7              |
| Bélgica (Ultratip Bubbling Under da Valônia)   | 18             |
| Brasil - (Crowley Broadcast Analysis)          | 3              |
| Canadá (Canadian Hot 100)                      | 3              |
| Coreia do Sul (Gaon Music Chart)               | 9              |
| Dinamarca (Hitlisten)                          | 4              |
| Escócia (Scottish Singles Chart)               | 10             |
| Eslováquia (Rádio Top 100)                     | 21             |
| Espanha (PROMUSICAE)                           | 40             |
| Estados Unidos (Billboard Hot 100)             | 1              |
| França (SNEP)                                  | 13             |
| Irlanda (IRMA)                                 | 6              |
| Nova Zelândia (Recorded Music NZ)              | 4              |
| Países Baixos (Dutch Top 40)                   | 7              |
| Reino Unido (UK Singles Chart)                 | 2              |
| República Checa (Rádio Top 100)                | 12             |

### Certificações
| País                  | Certificação |
| --------------------- | ------------ |
| Austrália (ARIA)      | Ouro         |
| Estados Unidos (RIAA) | 4× Platina   |